# Munteni (okręg Jassy)
Munteni – wieś w Rumunii, w okręgu Jassy, w gminie Belcești. W 2011 roku liczyła 1055 mieszkańców.